# Pures Leben
Pures Leben – czternasty album niemieckiego piosenkarza Thomasa Andersa, wydany 7 kwietnia 2017 roku. Jest to jego pierwszy niemieckojęzyczny album.

## Lista utworów
| Nr  | Tytuł utworu                      | Długość |
| --- | --------------------------------- | ------- |
| 1.  | „Der Beste Tag Meines Lebens”     | 3:45    |
| 2.  | „Sternenregen”                    | 3:43    |
| 3.  | „Das Lied, Das Leben Heisst”      | 3:52    |
| 4.  | „Feuerwerk”                       | 3:28    |
| 5.  | „Sie Und Ich Und Du”              | 4:38    |
| 6.  | „Unendlich”                       | 3:25    |
| 7.  | „Schwerelos”                      | 4:09    |
| 8.  | „Traumtänzer”                     | 3:28    |
| 9.  | „Zurück Zu Dir”                   | 3:40    |
| 10. | „Träume”                          | 3:28    |
| 11. | „Ein Augenblick, Der Alles Dreht” | 3:20    |
| 12. | „Odyssee”                         | 3:40    |
| 13. | „Fliegen”                         | 3:38    |
|     |                                   | 48:14   |

Na podstawie Discogs.